# 日韓問題
日韓問題（にっかんもんだい）とは、日本と大韓民国（以下、韓国）との間で起きている諸問題のことである。歴史的・政治的背景から解決が困難な課題が多い。なお、韓国では「韓日紛争（朝：한일 분쟁）」と呼称する。

## 概要
問題は、両国文化 (漫画やアニメ、映画やテレビドラマ、音楽等) の流通・開放問題などから、政治、経済、軍事的問題にまで多岐にわたる。これらの問題についての新聞やテレビ等のマスメディアの報道やインターネットを通じて、相手国・国民に対する嫌悪・憎悪の感情（嫌韓・反日感情）が掻き立てられることもある。韓国からの謝罪と譲歩の要求が止まないことが、日本に韓国疲れ（Korea fatigue）を引き起こし、協調して問題解決することが困難な状況が続いている。

## 領土問題
韓国領鬱陵島（울릉도）と、日本領隠岐諸島との間に位置する島嶼（日本名：竹島、韓国名：独島。順不同）の領有権を巡る問題。この島は、1905年に日本政府により島根県に編入されたが、韓国政府が李承晩ラインを宣言した（1952年）翌年の1953年に同国の民間組織により武装占拠され、現在も同国警察による実効支配が続いている。日本政府は問題解決のため国際司法裁判所への付託を韓国政府に提議しているが、韓国政府は韓国固有の領土であると拒絶を続けている。

## 排他的経済水域と大陸棚延伸に関わる問題
1978年に、日韓両政府は肥前鳥島沖から済州島沖にかけて東シナ海に埋蔵されているとされる石油および天然ガスに関して、これを両国が分かち合うべく日韓大陸棚協定（日韓大陸棚共同開発協定）を締結し、現在に至る。
しかし、2006年6月に開かれた日韓間の排他的経済水域(EEZ)境界線画定交渉において、韓国政府が同様に岩として基点にしていなかった竹島を、従来主張していた鬱陵島から変更すると主張したため、日本政府も対抗して日本側のEEZの基点として肥前鳥島を主張する意向を韓国側に伝えたとされている。さらに、韓国は協定海域を韓国単独のEEZだと主張。
2012年に国連大陸棚限界委員会に沖縄トラフまでの大陸棚延伸を申請した。

## 朝鮮半島から日本に流出した文化財の問題
19世紀に朝鮮半島から日本に流出した文化財の多くは、現在も日本の博物館や図書館に保管されている。これらの文化財を韓国に譲渡することを韓国の市民団体などが強く求めている。しかし、1965年の「文化財及び文化協力に関する日本国と大韓民国との間の協定」と日韓請求権協定において、韓国政府が1400点の文化財の返却と引き換えに、これら以外の文化財の請求権を放棄していることや、日本にある朝鮮半島の文化財が略奪されたものであることが立証できないため、日本政府は韓国政府に返還する義務はない。そのため、韓国は「日本が自主的に朝鮮半島の文化財を（北朝鮮ではなく）韓国政府に返還するべきだ」と主張している。2010年4月6日、韓国の国会議員7名が、「日韓併合100周年を迎え、日本にその反省をさせ、文化財の返還を促す」ために訪日している。韓国が返却を要求している文化財は、宮内庁が所有している朝鮮王室儀軌や東京国立博物館に寄贈されている小倉コレクション（小倉武之助収集、財団法人小倉コレクション保存会寄贈） など多岐に渡る。
また、韓国人窃盗団による「返還」名目の日本文化財の窃盗で韓国に流出した文化財について、日本政府は韓国政府への返還交渉を行っているが、返還が実現された事例はない。

## 韓国からの日本海への毒劇物の廃棄問題
毒劇物を入れたポリタンクが韓国から日本海に廃棄され、日本海沿岸の地域に漂着する問題。漂着は1999年ごろから始まり、2017年2月から3月にかけては行われた調査では約6000個以上が確認されており、新潟県では500個のポリタンクが確認された。日本政府は国際会議や外務省、環境省を通じて韓国側に抗議しており、環境省は年間50億円をかけて廃棄処理を行っている。ポリタンクに詰められている薬品は、韓国のり養殖で網の洗浄用に用いられている過酸化水素水が多く、韓国のり養殖の市場が大きくなったことが原因であると報じられている。

## 知的財産権侵害問題
韓国では、以前からTV番組・歌謡曲等の日本が著作権を所有する著作物の不正コピー・盗用・盗作等が横行している。近年は改善の傾向にあるとされるといわれるものの、なおその件数は多い。表現物以外の分野でも、韓国は中国と共に日本の知的財産権の侵害が深刻化しており、知財紛争が頻発している（例：日本製イチゴ新品種の無断栽培問題など）。こういった問題から日本政府は海外での品種登録、商標登録の金銭的支援や弁護士の紹介などの行動と取るようになってきた。
ミカンなどにも無断栽培が広がっているため、品種登録の期限前に韓国で登録申請をする対抗措置がとられるようになってきている。

## 韓国併合合法不法論争
1905年の日韓保護条約および1910年の韓国併合について、韓国は当初より無効であったとの主張しており、合法であったとする日本側学者との間で論争となっている。
2010年に韓国側の強いイニシアティブによって開催された国際学術会議「韓国併合再検討国際会議」では、日韓米英独5ヶ国の国際法学者によって検討が行われたが、韓国側の主張は受け入れられなかった。

## 第二次世界大戦の賠償問題等
第二次世界大戦の対日講和条約（サンフランシスコ条約）の14条では、日本の賠償対象国を「日本が占領し損害を与えた連合国」と規定しており、韓国はこの対象に入らないが、1965年の日韓基本条約による国交正常化交渉中に韓国は賠償を要求した。これに対し日本は「独立祝賀金と途上国支援」として8億ドル（当時）の有償無償金を供与した。これにより、韓国は対日賠償権を放棄し、個人への賠償も完全解決したとして「財産及び請求権に関する問題の解決並びに経済協力に関する日本国と大韓民国との間の協定」が締結された。その後、韓国は盧武鉉政権時に、慰安婦などの一部個人に対する補償は対象外であったとの声明を発表、以降、韓国政府はこの方針を踏襲している。日本政府は、上記協定により、日韓間の請求権に関する問題が完全かつ最終的に解決したとしている。

### 慰安婦問題
韓国の民間団体が旧日本軍の慰安婦を模したとされる銅像を韓国の国内外に設置している。特にソウルの日本国大使館付近に設置されている慰安婦像について、2015年の慰安婦問題日韓合意で韓国政府が大使館前から移設させることが確認されたが、韓国政府が履行しないことが問題となっている。日韓の外相が発表した「日韓間の慰安婦問題が最終的かつ不可逆的に解決されることを確認する」とした合意について、日本が全ての条件を履行したのに対して、韓国側が条件を履行しないまま、合意で定められた和解・癒やし財団を解散させるなど、合意を形骸化させていることが問題となっている。
また、韓国の大統領や国会議長が、慰安婦問題を解決するため、日本の天皇が韓国を訪韓して、慰安婦に対する謝罪を行うべきだと主張し、日本の世論が反発、のちにこの発言に対し韓国の国会議長が陳謝した。

### 徴用工訴訟
2018年、韓国の大法院（最高裁判所）が、日本企業に対して戦前に日本企業により強制連行され強制労働させられたと主張する韓国人（いわゆる「元徴用工」）へ損害賠償の支払いを命じたことに対して、日本政府が1965年の日韓請求権協定により解決済みの問題であるとして反発している問題。韓国政府は三権分立を理由に「司法判断を尊重する」と主張して、「元徴用工」と日本政府と日本企業の間で解決すること求めていることが事態の解決を困難にしている。

## GSOMIA破棄決定
2019年8月22日、韓国政府は日韓で防衛機密を共有することを定めた日韓秘密軍事情報保護協定（GSOMIA）を破棄することを決定した。

## レーダー照射問題
2018年、日本の自衛隊機に向けて射撃レーダーが照射される問題が発生するなど、日韓関係の悪化が深刻なものとなった。この問題についての主張は両国で大きく異なっており、一層解決が難しくなっている。

## 漁業問題
日韓漁業協定の日韓暫定水域を韓国漁船が占拠し、韓国漁船が立ち入りを禁止されている日本の排他的経済水域へ侵入し、海産物の乱獲を繰り広げており、日本海側の漁業従事者に深刻な打撃を与えている。2000年以降、水産省による外国漁船の拿捕件数で韓国は全体の5割から9割を占めている。2005年12月6日、韓国海洋警察庁が海上保安庁に対し、日本領海における捜査権の譲渡を要求したが、海上保安庁は「捜査権の譲渡は主権侵害にあたる」として拒否した。

## 戦犯旗問題
2011年ごろから、日本の準国旗である旭日旗は戦争犯罪のシンボル（戦犯旗）であり、世界から駆逐しなければならないという韓国の新しい国民意識が生まれたことにより、日本との軋轢が生じている。

## 日本海呼称問題
日本列島と朝鮮半島の間にある海域の国際呼称を巡る問題。
1992年の第6回国連地名標準化会議で韓国と北朝鮮が該当海域の国際呼称を「日本海」から「東海」への改称を求める提議を行って以来、現在に至るまで問題が続いている。
韓国側は日本海が国際的な呼称であるのは日本帝国主義の残滓と主張し、韓国呼称の東海に改称することを要請しているが、日本側は日本海が国際的な呼称であるのは18世紀末から19世紀初頭にかけてヨーロッパで確立されたものと主張し、韓国の要請を根拠のないものとして拒絶を続けている。

## 韓民族優越主義者による主張
日本文化の多くが韓国起源であるとする主張が一部でなされている。
朝鮮民族の人物がある業界で活躍すると「朝鮮民族の優秀性が証明された」と主張する者がいる問題がある。偉業を成した日本の著名人を根拠なく朝鮮民族であり在日朝鮮・韓国人やコリアン系の同胞だと主張する「在日認定」が問題となっている。
一方日本のインターネット上では、犯罪が発生するとその容疑者を根拠なく在日朝鮮・韓国人であるとする「在日認定」も存在する。

## 韓国での日本文化の流入制限
韓国政府は、「自国文化の保護のため」、また「大日本帝国の韓国併合の影響で国民感情を害する」として、日本の漫画や映画、音楽などの大衆文化の韓国国内への流入を規制している。
20世紀末から複数の段階に分けて日本文化規制を開放する計画が立てられたものの、まだ全面開放に至っていない。
2005年初めからアニメなどごく一部を除き、日本大衆文化は徐々に開放されている。2010年9月10日に日本の歌手グループSKE48が「2010ソウルドラマアワード」授賞式で「強き者よ」「青空片想い」を日本語で歌唱を披露する姿が韓国の地上波テレビで生中継された。韓国は、2004年1月の日本大衆文化第4次開放で日本語の歌唱の放送を許可したが、放送局側で録画だけに制限していた。生中継されたのは、これが初めてである。事前に放送通信審議委員会を通した上で、放送が決定された。

## ディスカウントジャパン運動
日本の国際社会における価値や評判を下げて、相対的に韓国の地位を向上させるネガティブキャンペーンに対して、日本の嫌悪感が高まっている問題。

## 歴史教科書問題
日本の歴史教科書の日韓関係に関する記述（刀伊の入寇・元寇・応永の外寇・文禄・慶長の役など前近代における日朝間の軍事的衝突から、近代以降の韓国併合、第二次世界大戦や、前述の竹島問題などの解釈）に関して、日本の歴史観が韓国の歴史観と異なることが韓国から批判されている。

## 靖国神社
2010年代以後、何人かの韓国人・中国人が靖国神社で放火、器物損壊などを行っている。